# Fileci
Fileci (en grec antic Φιλοίτιος), va ser un personatge de l'Odissea, l'encarregat dels ramats d'Odisseu, juntament amb Eumeu i Melanti. Eumeu s'encarregava dels porcs, Melanti de les cabres i Fileci del bestiar gros. Fileci, com Eumeu i a diferència de Melanti, es manté fidel al record d'Odisseu i n'espera el retorn. Es lamenta moltes vegades dels estralls que fan els pretendents al palau d'Itaca. Quan Odisseu es va presentar disfressat de pidolaire el va acollir tot i que no l'havia reconegut. Més endavant l'ajuda a desfer-se dels pretendents. Va matar Pisandre i Ctesip, i va rebre l'encàrrec d'Odisseu, junt amb Eumeu, de castigar Melanti.